# Halina Krahelska
Halina Krahelska (Odesa, 12 de junio de 1892-Ravensbrück, 19 de abril de 1945) fue una activista polaca, publicista y escritora.
Miembro del Partido Socialista polaco, fue arrestada por las autoridades rusas y deportada a Rusia, donde se unió al Partido Laborista ruso y participó en la Revolución rusa de 1917. Después de la revolución regresó a Polonia independiente, donde se convirtió en una activista social, particularmente interesada en los asuntos relativos al bienestar social (como el permiso de maternidad). Fue activista del Partido Demócrata de Polonia. También destacó como escritora de novelas. Durante la Segunda Guerra Mundial se unió a la resistencia polaca (Armia Krajowa). Arrestada por los alemanes, fue enviada al campo de concentración de Ravensbrück, donde murió. Antes de que su muerte, escribió varios trabajos en el campo de concentración, algunos relacionados con sus experiencias en el campo, otros como continuación de su trabajo como activista social.
Después de la guerra, la Inspección Polaca del Trabajo creó un premio en su nombre.
Krahelska provenía de una familia de mujeres patriotas. Su hermana fue Krystyna Krahelska, poeta y miembro de la resistencia polaca, que murió en el alzamiento de Varsovia en 1944. Su prima era Wanda Krahelska-Filipowicz, una figura destacada en el movimiento de resistencia clandestina de Varsovia, esposa de un exembajador en Washington y que a la edad de veinte años, participó en un intento de asesinato contra el gobernador general de Rusia en Varsovia.

## Algunas publicaciones
- Pochodnia (Antorcha) 1920.

- Łódzki przemysł włókienniczy wobec ustaw pracy (Lodz industria textil para ajustar el trabajo) 1927.

- Ochrona pracy w Polsce. Stan obecny i drogi dalszego rozwoju (La protección del trabajo en Polonia. Situación actual y la forma de un ulterior desarrollo) 1928.

- Praca dzieci i młodocianych w Polsce (Los niños y adolescentes que trabajan en Polonia) 1928.

- Ochrona macierzyństwa robotnicy w przedsiębiorstwach państwowych polskich (Agentes de protección de la maternidad en las empresas estatales de Polonia) 1928.

- O rzeczywistą ochronę pracy kobiet (La protección efectiva de trabajo de las mujeres) 1932.